# Căianu
Căianu est une commune de Transylvanie, en Roumanie, dans le județ de Cluj. Elle est composée des villages Căianu, Bărăi, Căianu Mic, Căianu-Vamă, Vaida-Cămăraș et Văleni.